# Krugersdorp

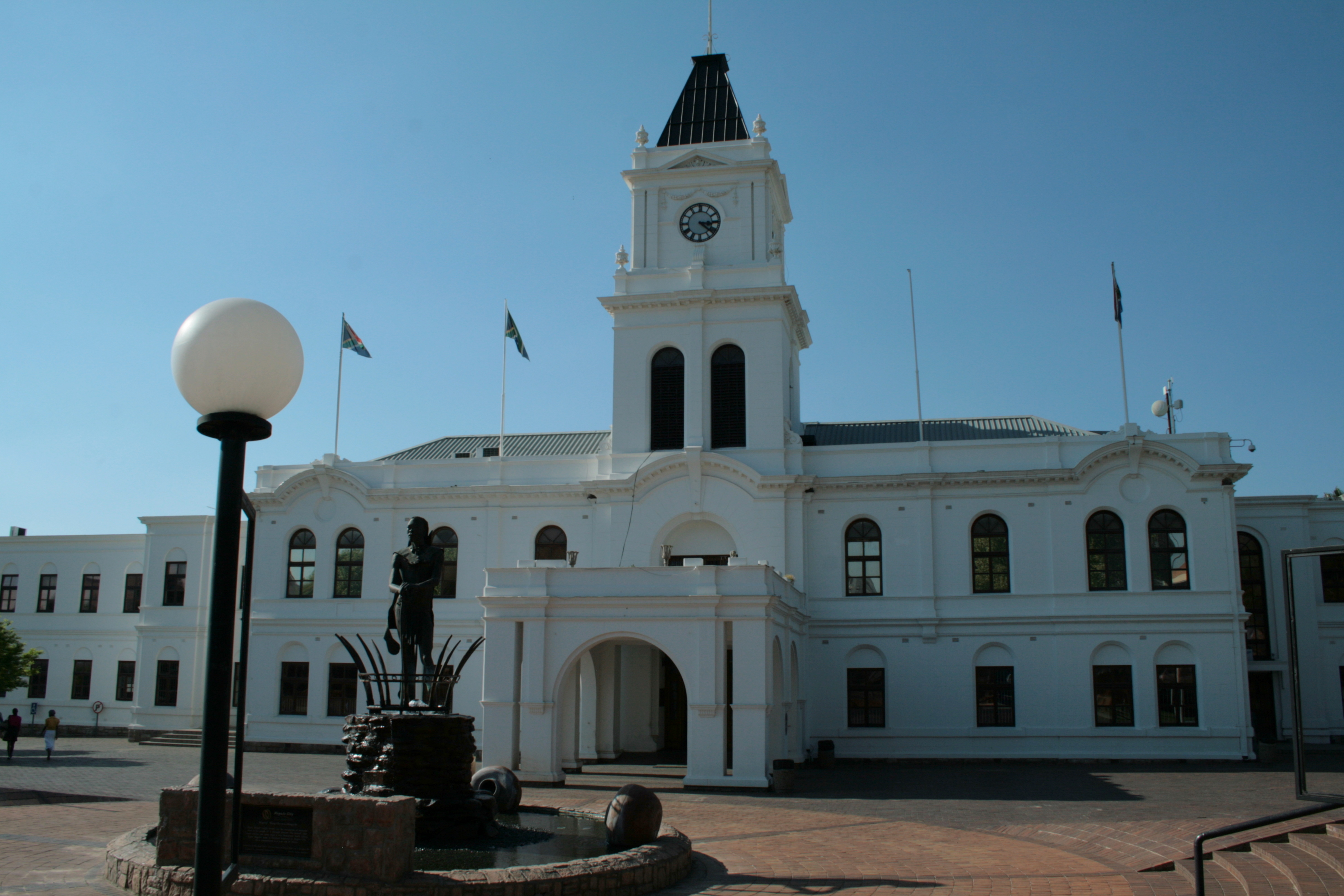
Stadshuset i Krugersdorp.

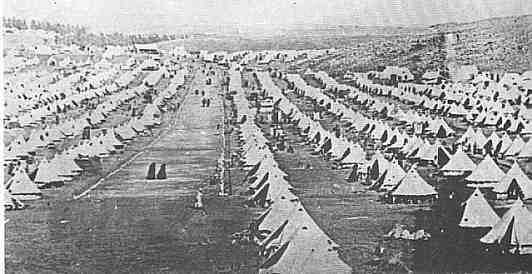
Koncentrationslägret i Krugersdorp.

Krugersdorp är en gruvstad i West Rand i provinsen Gauteng i Sydafrika. Staden hade 140 643 invånare vid folkräkningen 2011, och grundades 1887 av Marthinus Pretorius. Krugersdorp är idag huvudort för kommunen Mogale City. När guld upptäcktes i Witwatersrand uppstod behovet av en större stad i området. Regeringen köpte en del av gården Paardekraal och döpte den nya staden efter Transvaals president Paul Kruger. Man bröt guld, mangan, järn, asbest och kalk i området.

## Historia
Krugersdorp är platsen där 6 000 män samlades i december 1880 och svor att slåss för Transvaals självständighet. Under andra boerkriget byggde britterna ett koncentrationsläger i staden för att härbärgera boerkvinnor och barn. 1952 lyckades man för första gången i världen utvinna uran som en biprodukt från guldförädlingen.